# Marianna Bacinetti
Marianna Bacinetti (Ravena, 9 de noviembre de 1802 - Florencia, 15 de abril de 1870) fue una filósofa italiana. También se la conoce como Marianna Florenzi Waddington.

## Trayectoria
Marianna Bacinetti fue hija del conde Pietro Bacinetti de Rávena y de la condesa Laura Rossi de Lugo. Nació en Rávena en el Palacio Avito. Emprendió estudios literarios y se dedicó a la lectura de obras filosóficas, convirtiéndose en la mujer culta ideal de la época. También participaba en encuentros en los salones culturales de la época. 
Bacinetti estudió ciencias naturales en la Universidad de Perugia en la primera mitad del siglo XIX. Tradujo al italiano la Monadología de Leibniz y el Bruno de Schelling, e impulsó la difusión de las obras de Kant y Spinoza en Italia. 
En 1819 se casó con el marqués Ettore Florenzi di Rasina en Perugia, con quien tuvo dos hijos: Carlotta y Ludovico. 
Durante el carnaval de 1821 conoció al príncipe Luis, también conocido como Ludovico I di Baviera. Bajo su tutela de este último, viajó a Múnich y entró en contacto con la cultura alemana, en particular a través del estudio de la propia lengua y del conocimiento del filósofo Schelling. Con el príncipe tuvo un importante intercambio epistolar, llegando a enviarle unas 3.000 cartas a lo largo de su vida. 
Viuda en 1833, se vuelve a casar el 7 de mayo de 1836 con el inglés Evelyn Waddington, futuro alcalde de Perugia. 
Apoyó políticamente el movimiento nacional italiano y en 1850 publicó Confutazione del socialismo e comunismo (Refutación del socialismo y el comunismo) que, como muchas de sus obras, acabó en el índice de libros prohibidos.
De regreso a Italia se dedicó a la vida política en Perugia y, tras participar en las revueltas de 1831, ayudó a varios patriotas, acogiéndolos en su villa conocida como Colombella. Su casa se convirtió así en un importante lugar de encuentro de patriotas, pero también de escritores y eruditos.
Debido a su política liberal fue mal vista por el gobierno papal, que prohibió la publicación de sus escritos. 
A lo largo de los años, Bacinetti se fue acercando cada vez más a la filosofía hegeliana, sin dejar de estar en estrecho contacto con la sostenida por Schelling. Esta nueva filosofía la llevó a acercarse al filósofo francés Victor Cousin, con quien intercambió cartas entre 1862 y 1864, sólo hechas públicas en 1870 por la Rivista Europea.
Murió en Florencia el 15 de abril de 1870. Sólo después de su muerte fue revalorizada en el ámbito filosófico, gracias a Giovanni Gentile, que destacó su contribución al debate en torno a la filosofía idealista y su originalidad especulativa.

## El caso Schelling
Marianna Bacinetti es conocida por haber traducido al italiano Bruno de Schelling. El proceso que condujo a la publicación de la obra estuvo sujeto a muchos imprevistos. Bacinetti había pedido a Mamiani, entonces en París, que redactara el prefacio, pero fue censurado por Austria. Sólo después de numerosas vicisitudes, en 1844, la traducción fue publicada en Milán por la editorial Oggioni. La traducción fue apreciada por Schelling, por lo que se inició un intercambio epistolar entre éste y la marquesa, que culminó en 1859 con la segunda edición de Le Monnier. La reimpresión incluía algunas cartas intercambiadas entre los dos e incluía un breve manuscrito explicativo sobre la segunda etapa de su filosofía idealista.

## Archivo
Los documentos del archivo de Marianna Florenzi Waddington llegaron a la casa Silvestri a través de lazos matrimoniales entre las familias Florenzi, Alfani Danzetta y Silvestri. Otros papeles relacionados con Florenzi Waddington, en particular la correspondencia con el rey Ludovico de Baviera, se encuentran también registrados en el fondo de la familia Baldeschi en Perugia. También hay numerosos manuscritos de sus obras impresas de carácter literario y filosófico. El sobre 5 contiene cartas dirigidas a Evelyn Waddington. También hay algunas misivas escritas a Luis de Baviera por soberanos, artistas y otras personalidades, así como una carta que el rey envió a Ettore Florenzi, marido de Marianna.

## Obras
- 1840 - Pensieri Filosofici. Firenze.
- 1863 - Filosofemi di cosmologia e di ontologia. Perugia.
- 1864 - Saggi di psicologia e di logica. Firenze.
- 1866 - Saggio sulla natura. Firenze.
- 1867 - Saggio sulla filosofia dello spirito. Firenze.
- 1868 - Dell'immortalità dell'anima. Firenze.